# Thằn lằn bay đốm
Thằn lằn bay đốm (tên khoa học: Draco maculatus) là một loài thằn lằn trong họ Agamidae. Loài này được Gray mô tả khoa học đầu tiên năm 1845 dưới danh pháp Dracunculus maculatus.

## Hình ảnh

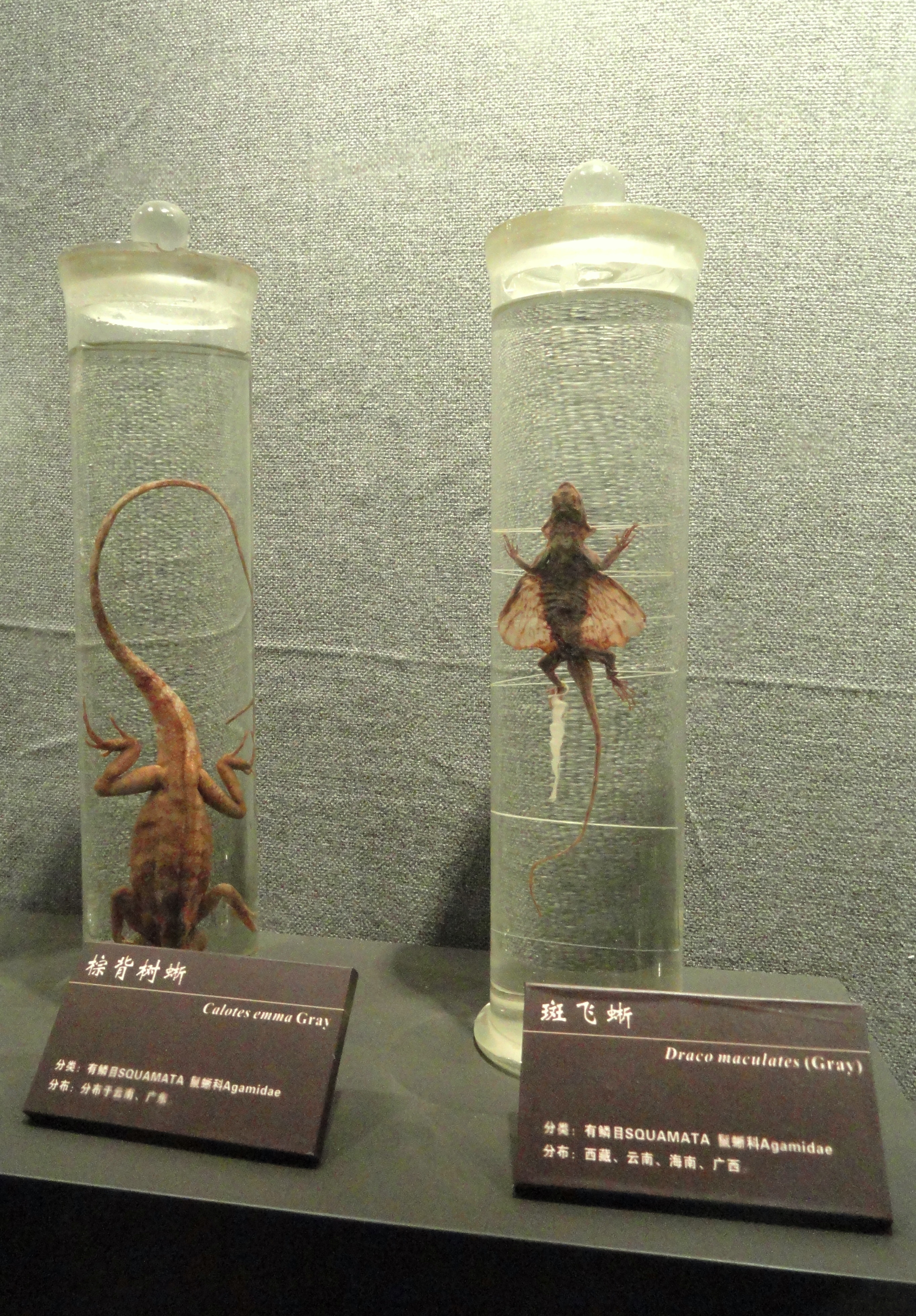